# Archives du Reich
Les Archives du Reich (Reichsarchiv, traduisible par « archives d'État », mais au neutre singulier en allemand) sont l'institution allemande chargé des archives de l'État allemand (Reich), de 1919 à 1945.

## Fondation par la République

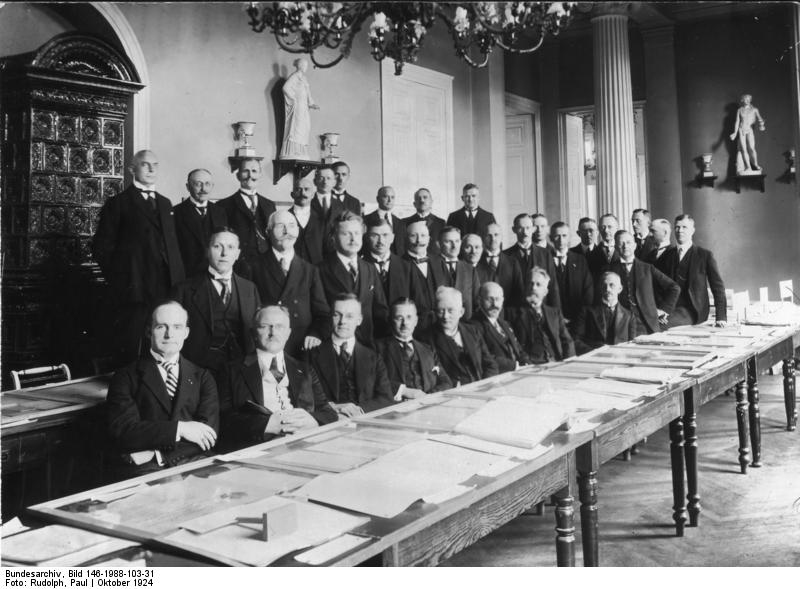
Les archivistes des Archives du Reich en 1924.

Fondé en juillet 1919 et installé à Potsdam (au Brauhausberg), le service est principalement composé d'anciens officiers d'état-major (les Generalstabler) mis en disponibilité à cause des limitations imposées par le traité de Versailles. Institution civile, les archives dépendent du ministère du Reich à l'Intérieur (Reichsministerium des Innern) ; elles sont dirigées par un président, poste confié successivement à :
- Hermann Mertz von Quirnheim de 1919 à 1931 ;
- Hans von Haeften de 1931 à 1935 ;
- Ernst Zipfel (de) de 1936 à 1945.

Une institution semblable existe en Bavière à partir de 1921, les Bayerisches Hauptstaatsarchiv (qui existent toujours), et pour la Prusse, les preußischen Staatsarchive.

## Rédiger l'histoire officielle
Comme le premier président des archives est l'ancien chef de la section historique du Grand État-Major général (Kriegsgeschichtlichen Abteilung), que son personnel est essentiellement composé d'anciens officiers (tel que Wolfgang Foerster par exemple) et que son principal fonds d'archives a été hérité de l'Armée impériale, la principale mission des Archives du Reich a été de rédiger une histoire officielle allemande de la Première Guerre mondiale.
Cet ouvrage monumental, qui a pour titre Der Weltkrieg 1914 bis 1918, est progressivement édité de 1925 à 1944, en 14 volumes et reste inachevé.

## Bombardement et renaissance
La majeure partie des archives sont détruites le 14 avril 1945, lors du bombardement de la ville de Potsdam par l'aviation britannique. Les Archives du Reich disparait officiellement quelques semaines plus tard lors de la dissolution de l'État allemand.
En 1952, le service des archives est refondé par la RFA à Coblence sous le nom d'archives fédérales (Bundesarchiv : BArch), avec une annexe spécialisée dans le domaine militaire à Fribourg-en-Brisgau, les Bundesarchiv-Militärarchiv, tandis que la RDA maintien à Potsdam ses Militärarchiv de 1958 à 1990.